# Discorhabdella
Discorhabdella är ett släkte av svampdjur. Discorhabdella ingår i familjen Crambeidae.
Kladogram enligt Catalogue of Life:
| Discorhabdella | \| \| Discorhabdella hindei \| \| \| \| \| \| Discorhabdella incrustans \| \| \| \| \| \| Discorhabdella littoralis \| \| \| \| \| \| Discorhabdella tuberosocapitatum \| \| \| \| \| \| Discorhabdella urizae \| \| \| \| |
|                | \| \| Discorhabdella hindei \| \| \| \| \| \| Discorhabdella incrustans \| \| \| \| \| \| Discorhabdella littoralis \| \| \| \| \| \| Discorhabdella tuberosocapitatum \| \| \| \| \| \| Discorhabdella urizae \| \| \| \| |
|                | Crambe |
|                | |
|                | Lithochela |
|                | |
|                | Monanchora |
|                | |
|                | Discorhabdella hindei |
|                | |
|                | Discorhabdella incrustans |
|                | |
|                | Discorhabdella littoralis |
|                | |
|                | Discorhabdella tuberosocapitatum |
|                | |
|                | Discorhabdella urizae |
|                | |

|  | Discorhabdella hindei            |
|  |                                  |
|  | Discorhabdella incrustans        |
|  |                                  |
|  | Discorhabdella littoralis        |
|  |                                  |
|  | Discorhabdella tuberosocapitatum |
|  |                                  |
|  | Discorhabdella urizae            |
|  |                                  |